# Franz Bardenhewer
Franz Bardenhewer (* 25. April 1945 in Bad Soden am Taunus) ist ein deutscher Jurist und ehemaliger Vorsitzender Richter am Bundesverwaltungsgericht.

## Leben
Bardenhewer studierte Rechtswissenschaft an der Universität Bonn und schloss das Studium 1969 mit dem ersten juristischen Staatsexamen ab. Während des Referendariates war er nebenher auch noch als Assistent eines Abgeordneten des Deutschen Bundestages tätig. Nach dem Ende des Referendariates und dem Bestehen des zweiten Staatsexamens wurde er 1974 Richter am Verwaltungsgericht Köln. 1977 wurde er Richter auf Lebenszeit und 1981 Richter am Oberverwaltungsgericht für das Land Nordrhein-Westfalen. 1984 wurde er mit einer Arbeit er zum Thema Die Entstehung und Auflösung von Meinungsverschiedenheiten zwischen den Gesetzgebungsorganen an der Universität Freiburg promoviert. 
1987 wurde Bardenhewer zum Richter am Bundesverwaltungsgericht ernannt. Am Bundesverwaltungsgericht gehörte er als Beisitzer zunächst unter anderem dem mit Umweltrecht und dem Recht zur Regelung offener Vermögensfragen befassten 7. Revisionssenat an. Im Jahre 2000 wurde er Vorsitzender des 6. Senats des Bundesverwaltungsgerichts. Der 6. Senat war unter seinem Vorsitz zuständig für Schul-, Hochschul- und Prüfungsrecht, Personalvertretungsrecht, Telekommunikationsrecht, Vereins- und Versammlungsrecht, Waffenrecht sowie für das Polizei- und Ordnungsrecht. Er wurde gleichzeitig auch Vorsitzender des 2. Disziplinarsenats am Bundesverwaltungsgericht. Als 2004 der 2. Disziplinarsenat aufgelöst wurde, wurde Bardenhewer Vorsitzender des Fachsenats nach § 189 VwGO und leitete diesen Senat wie auch den 6. Senat bis zum Eintritt in den Ruhestand Ende April 2010.
Bardenhewer leitete als Vorsitzender Richter am Bundesverwaltungsgericht unter anderem Verfahren zum Verbot des sogenannten Kalifatstaats 2002, zur Zurückstellung vom Wehrdienst bei dualen Studiengängen 2007 zur Zulässigkeit von Studiengebühren 2009 und zur Offenlegung von Politikernebeneinkünften aus anwaltlicher Tätigkeit.
Bardenhewer ist Mitglied der katholischen Studentenverbindung Arminia Bonn im KV.